# Associação de moradores
Associação de moradores é um tipo de associação criada por  moradores de qualquer bairro em qualquer cidade do território nacional. Tem sempre o objetivo de centralizar os problemas: estruturais, de segurança, educacionais, de saúde, etc, que ocorrem no bairro e através de um representante eleito pelos moradores (membros da associação), estes problemas são levados ao conhecimento do poder executivo municipal e cobradas as necessárias providências. Organizam grupos de moradores para terem acesso a serviços básicos. Servem principalmente para uns ajudar os outros dentro de suas necessidades na comunidade, a fim de melhorar por exemplo a limpeza urbana, esgoto, iluminação pública, segurança, campanhas de reciclagem, circulação de informações (como grupos online, jornais-murais, etc) e mais. 